# Tomor
Tomor est un village et une commune du comitat de Borsod-Abaúj-Zemplén en Hongrie.

## Villes jumelées
]